# Maria Wierna

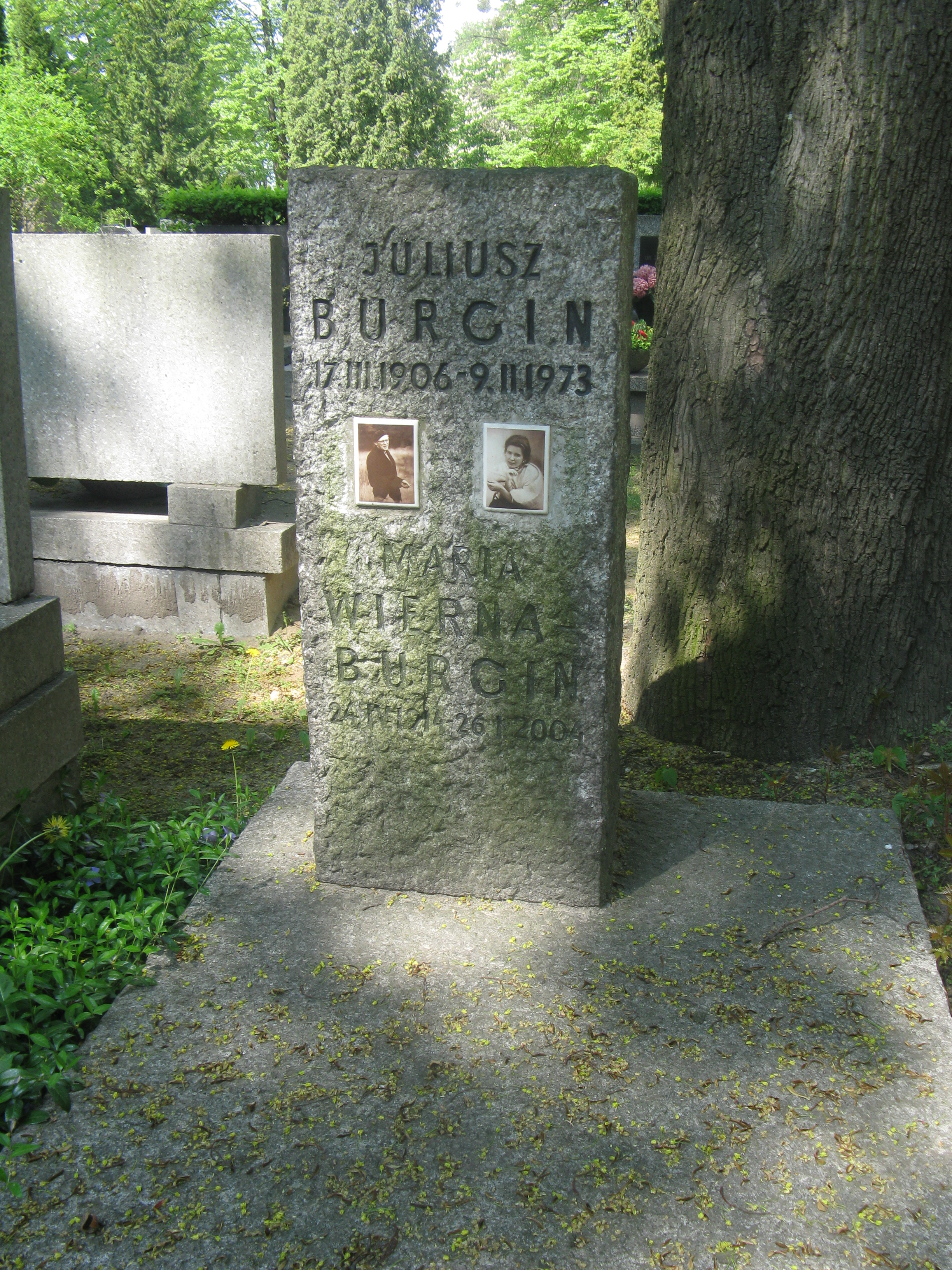
Nagrobek Juliusza Burgina i Marii Wiernej na Cmentarzu Wojskowym na Powązkach

Maria Wierna-Burgin (ur. 24 kwietnia 1914 w Grodźcu, zm. 26 stycznia 2004) – polska działaczka komunistyczna i wysoka urzędniczka państwowa PRL (m.in. dyrektor generalna MSZ 1956–1968).

## Życiorys
Pochodziła z rodziny górniczej o tradycjach katolickich. Jako osoba dorosła deklarowała się jako bezwyznaniowa.
Kształciła się w Szkole Powszechnej im. Stanisława Żółkiewskiego oraz Gimnazjum Państwowym im. Tomasza Zana w Pruszkowie, gdzie w 1932 zdała maturę. W 1932 rozpoczęła studia matematyczne, a w 1933 przeniosła się na geografię (specjalność – kartografia) na Uniwersytecie Warszawskim. Jako wyróżniająca się studentka uzyskała stypendium państwowe. Utrzymywała się także z udzielania korepetycji oraz prywatnych prac kreślarskich.
Przez krótki moment była zaangażowana w studencki ruch samopomocowy Bratnia Pomoc. W 1934 została członkinią Komunistycznego Związku Młodzieży Polski, a w 1935 Komunistycznej Partii Polski. Łączniczka KC KZMP, członkini WKiO KC KZMP. W maju 1935 została dyscyplinarnie zawieszona w prawach studenta za działalność komunistyczną. Mimo że nie uzyskała tytułu magistra, deklarowała wykształcenie wyższe. Spędziła 3,5 roku w więzieniu za działalność wywrotową, w tym sądzona w ramach sprawy KC Międzynarodowej Organizacji Pomocy Rewolucjonistom. Do wybuchu II wojny światowej była przetrzymywana na kobiecym oddziale Pawiaka – Serbii. Poznała tam m.in. Małgorzatę Fornalską.
W 1939, po agresji III Rzeszy i ZSRR na Polskę wyjechała do Mińska. Pracowała m.in. w twierdzy Brześć jako kierowniczka kancelarii w szpitalu wojskowym Armii Czerwonej. W 1940 została zatrudniona, w ślad za mężem Juliuszem Burginem, w redakcji polskojęzycznych „Sztandaru Wolności” i „Pioniera”. Po ataku III Rzeszy na ZSRR w 1941 ewakuowana na wschód. W 1942 w Ufie objęła stanowisko kierowniczki kancelarii i wydziału kadr pracowników cywilnych w specjalnym szpitalu wojskowym dla dowódców Armii Czerwonej. We wrześniu 1943 została wezwana do Moskwy, gdzie została kierowniczką Wydziału Administracyjno-Gospodarczego Zarządu Głównego Związku Patriotów Polskich, a od marca 1944 kierowniczką Kancelarii ZG ZPP. Następnie objęła kierownictwo Wydziału Repatriacyjnego przedstawicielstwa Polskiego Komitetu Wyzwolenia Narodowego, a od 1945 w Ambasadzie w Moskwie. Od maja 1945 kierowała Wydziałem Konsularnym Poselstwa w Pradze w stopniu II sekretarza.
Członkini Polskiej Partii Robotniczej. Od 1946 pełniła funkcję naczelniczki Wydziału Środkowo-Europejskiego w Ministerstwie Spraw Zagranicznych PRL. Od lipca 1948 dyrektorka Departamentu IV MSZ (ds. Austrii i Niemiec). Od 1 stycznia 1956 do 30 września 1968 sprawowała stanowisko dyrektor generalnej MSZ PRL w randze ambasador tytularnej (jako pierwsza kobieta). Była członkinią Komitetu Podstawowej Organizacji Partyjnej PZPR przy MSZ od 4 czerwca 1958 do 26 listopada 1959. 30 września 1968 przeszła na emeryturę w wyniku czystek pomarcowych. Dzięki znajomościom w kierownictwie resortu i PZPR (w tym z Jakubem Bermanem oraz Stefanem Wierbłowskim, którego miała być kochanką) przez cały okres pracy w MSZ była uznawana za osobę dużo bardziej wpływową niż wynikało to z formalnie zajmowanych przez nią stanowisk, a od 1951 do 1954 (tj. w okresie, kiedy wiceministrem był Wierbłowski) mogła faktycznie współkierować ministerstwem. Po odejściu z MSZ przez kilka lat pracowała w tygodniu „Nowe Czasy”.
Znała biegle rosyjski i francuski oraz słabo angielski i niemiecki.
Od 1935 jej partnerem, a następnie mężem, był Juliusz Burgin. Ich syn Juliusz (ur. 1940) mieszkał na Zachodzie.
Wraz z mężem została pochowana na Cmentarzu Wojskowym na Powązkach (kwatera B33, rząd 6, grób 13).

## Odznaczenia i ordery
- Order Sztandaru Pracy II klasy (1959)[12]
- Krzyż Komandorski Orderu Odrodzenia Polski (1954)[13]
- Krzyż Kawalerski Orderu Odrodzenia Polski (1946)[14]
- Medal 10-lecia Polski Ludowej (1955)[15]
- Krzyż Komandorski Orderu Lwa Białego – Czechosłowacja (1947)[16]